# Ranunculus bariscianus
Ranunculus bariscianus är en ranunkelväxtart som beskrevs av Dunkel. Ranunculus bariscianus ingår i släktet ranunkler, och familjen ranunkelväxter. Inga underarter finns listade i Catalogue of Life.